# Криогенмаш
Криогенмаш — российская компания, производитель оборудования разделения воздуха, по снабжению техническими газами и решениям для переработке попутного, природного газа и СПГ.
На оборудовании, изготовленном Криогенмашем, выпускается около 70% годового объема производства технических газов в России.

## История предприятия
У истоков создания НПО «Криогенмаш» стоял академик Петр Леонидович Капица, заложивший основы криогенной техники СССР. Будучи первым начальником Главкислорода, П. Капица принимал деятельное участие в реализации постановления СНК СССР, принятого в мае 1945 года, в соответствии с которым были созданы научный центр ВНИИКИМАШ, проектный институт Гипрокислород и начато строительство Балашихинского машиностроительного завода (БМЗ). Выпуск продукции (газогенераторов и кислородных резервуаров-танков) начался в 1949 году.
«Криогенмаш» принимал участие во множестве масштабных государственных программах и проектах.
В 1972 году было образовано НПО «Криогенмаш». Организация занялась разработкой и крупносерийным выпуском кислородных установок для чёрной металлургии годовой суммарной производительностью около 18 млрд кубометров.
В 1978 году была создана система криогенного обеспечения «Токамак 7» для первого в мире термоядерного реактора со сверхпроводящей магнитной системой тороидального поля. Началась разработка других энергетических сверхпроводящих систем, в частности магнитогидродинамических генераторов.
В 1980—1982 годах была создана воздухоразделительная установка производительностью 70 тыс. м³ кислорода в час — крупнейшая в мире на тот момент.
Большая работа проводилась в сотрудичестве с космической отраслью: разработка и создание имитаторов космоса, включая крупнейшего в Европе имитатора объёмом 10 тыс. м³.
В 1988 году — завершены работы по созданию производств жидких криопродуктов и криогенных заправочных систем на глубоко переохлажденных компонентах для ракетно-космического комплекса «Энергия-Буран».
В 1993 году предприятие прошло акционирование, появилось Акционерное общество криогенного машиностроения.
В 2005 году началось внедрения SAP и ERP, выкуплено ОАО «Гипрокислород».
В дальнейшем «Криогенмаш» вышел на рынок технических газов, принял участие в запусках ракеты-носителя «Союз-СТ» с космодрома Куру во Французской Гвиане, а в 2014 году — в разработке и запуске ракеты «Ангара» в Плесецке. Тогда же «Криогенмаша» присоединился к проекту термоядерного реактора ИТЭР.
14 сентября 2023 года, в ответ на вторжение России на Украину, компания включена в блокирующий санкционный список США против производственного сектора экономики России.

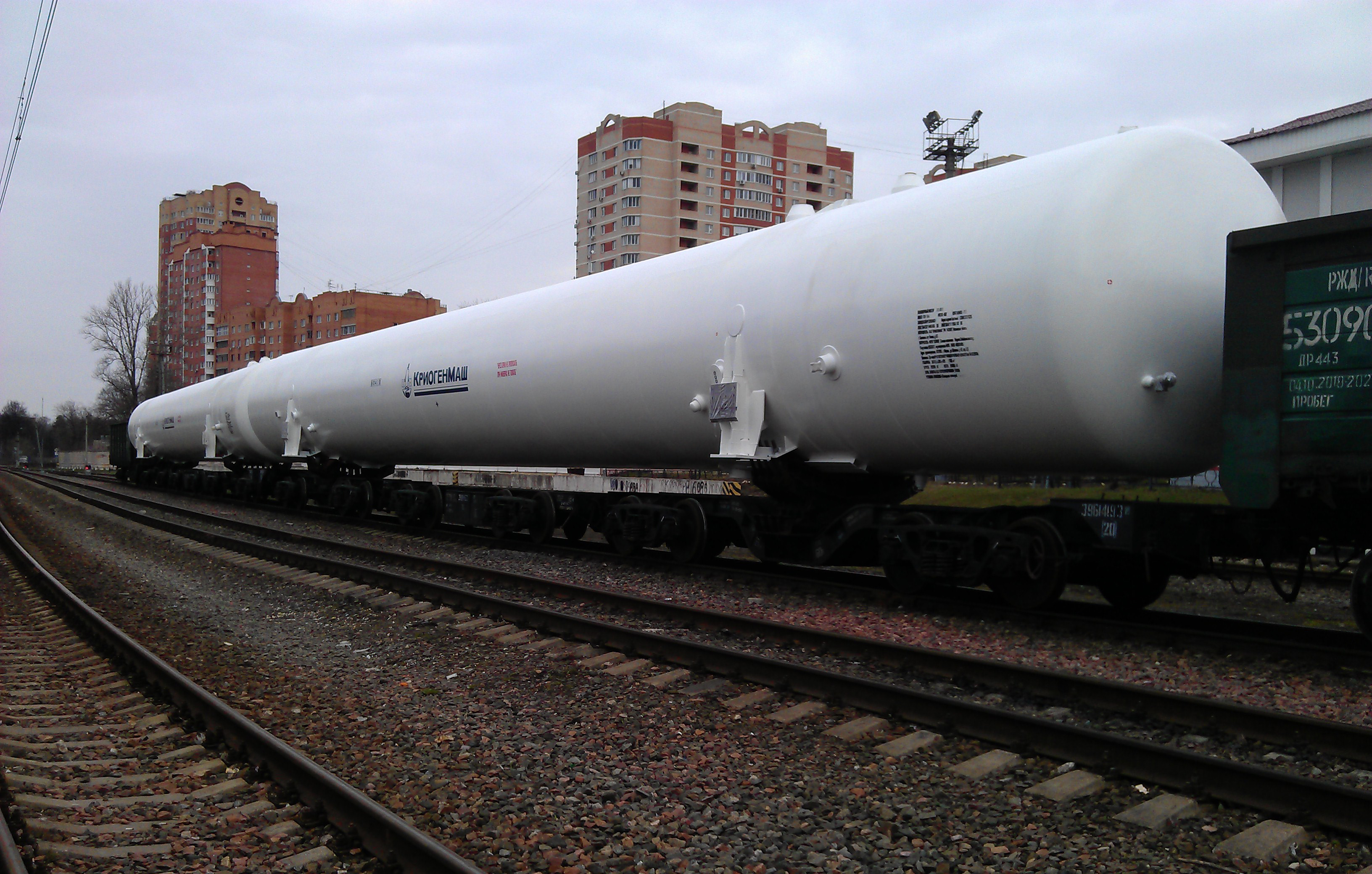
Резервуары для жидкого кислорода, произведенные заводом Криогенмаш, приготовленные к отправке на космодром Восточный. Станция Балашиха, 12 апреля 2019 года.